# Daniel Schmölz
Daniel Schmölz (* 25. Januar 1992 in Füssen) ist ein deutscher Eishockeyspieler, der seit Juli 2024 beim ERC Ingolstadt aus der Deutschen Eishockey Liga (DEL) unter Vertrag steht und dort auf der Position des Stürmers spielt. Zuvor war Schmölz bereits für die Kölner Haie, Schwenninger Wild Wings, Augsburger Panther und Nürnberg Ice Tigers in der DEL aktiv.

## Karriere

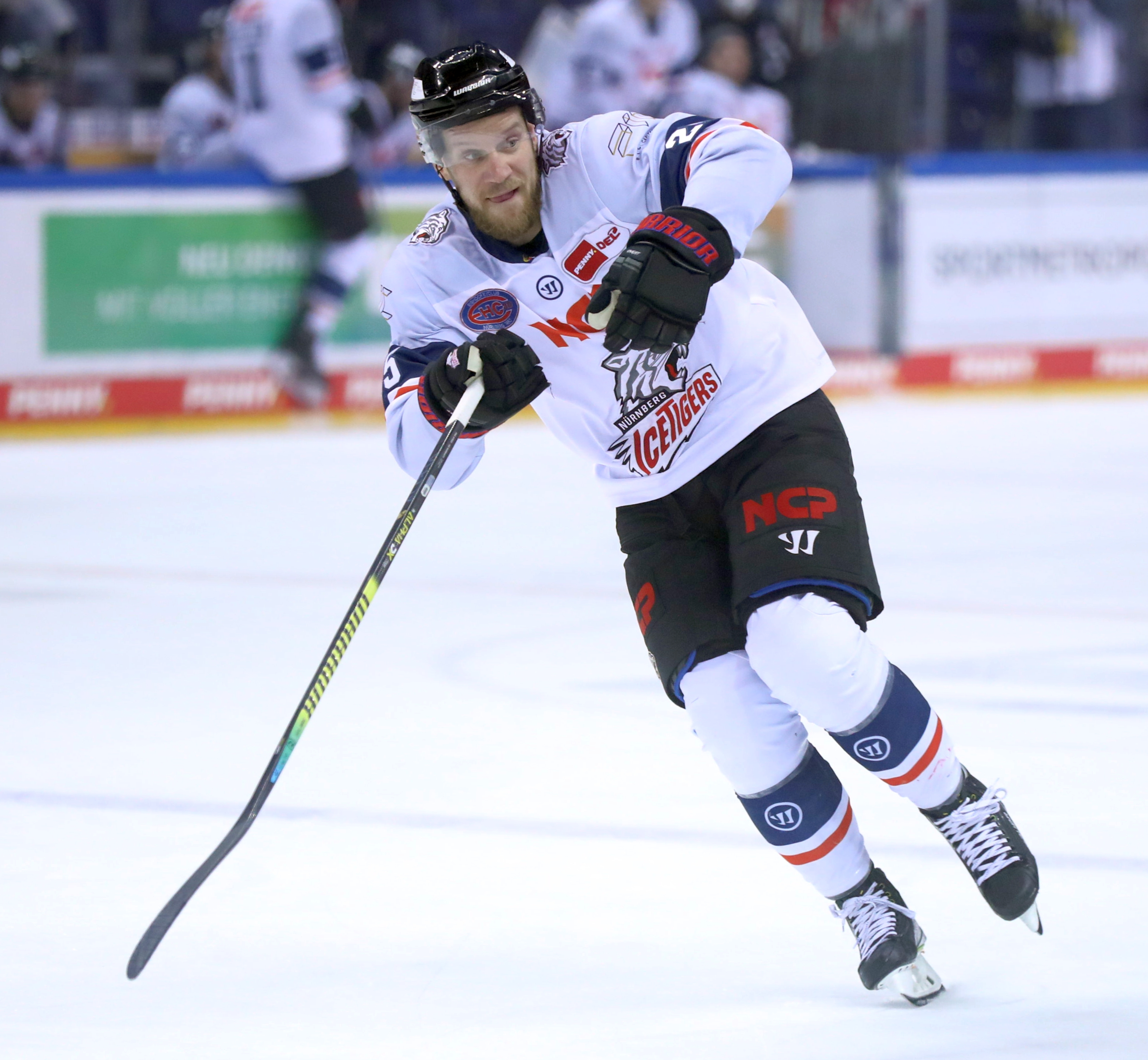
Schmölz im Trikot der Nürnberg Ice Tigers (2021)

Schmölz spielte bis 2012 bei seinem Stammverein EV Füssen und wechselte dann zu den Kölner Haien in die Deutsche Eishockey Liga (DEL). Darüber hinaus erhielt er eine Förderlizenz für Einsätze mit den Füchsen Duisburg in der drittklassigen Oberliga und ab der Saison 2014/15 auch für die Kassel Huskies in der DEL2. Bei den Huskies verbuchte der Stürmer mit 21 Treffern sowie 24 Torvorlagen in 41 Spielen gute statistische Werte. Den Durchbruch bei den Haien schaffte Schmölz jedoch nicht.
Nach seinem Wechsel zum DEL-Konkurrenten Schwenninger Wild Wings im Sommer 2015 sicherte sich der Angreifer dort höhere Einsatzzeiten. In der Saison 2016/17 war Schmölz mit neun Treffern und 14 Torvorlagen in der Liste der punktbesten Schwenninger Fünfter. Er verließ den Verein im Anschluss an das Spieljahr und wurde im April 2017 vom DEL-Konkurrenten Augsburger Panther verpflichtet, bei denen er insgesamt drei Spielzeiten verbrachte. Im Anschluss an die Spielzeit 2019/20 konnte er sich mit den Panthern nicht auf einen neuen Vertrag einigen und war anschließend zunächst vereinslos. Im November erhielt er einen Kurzzeitvertrag beim ESV Kaufbeuren aus der DEL2, ehe er von den Nürnberg Ice Tigers verpflichtet wurde. Dort steigerte er sich im Vergleich zu seiner Zeit in Augsburg deutlich und sammelte in vier aufeinanderfolgenden Spielzeiten mindestens 35 Scorerpunkte. Dennoch wurde das Arbeitsverhältnis nach der Spielzeit 2023/24 nicht fortgeführt und Schmölz wechselte zum Ligakonkurrenten ERC Ingolstadt.

### International
Im März 2018 wurde Schmölz von Bundestrainer Marco Sturm erstmals ins Aufgebot der deutschen Nationalmannschaft berufen. Mit der Weltmeisterschaft 2022 bestritt der Stürmer sein erstes großes internationales Turnier. In acht Spielen bereitete der Stürmer dabei zwei Treffer vor. Weitere Turniereinsätze absolvierte er anschließend beim Deutschland Cup 2022.

## Erfolge und Auszeichnungen
- 2012 Rookie des Jahres der Oberliga Süd

## Karrierestatistik
Stand: Ende der Saison 2024/25

### International
Vertrat Deutschland bei:
- Weltmeisterschaft 2022

(Legende zur Spielerstatistik: Sp oder GP = absolvierte Spiele; T oder G = erzielte Tore; V oder A = erzielte Assists; Pkt oder Pts = erzielte Scorerpunkte; SM oder PIM = erhaltene Strafminuten; +/− = Plus/Minus-Bilanz; PP = erzielte Überzahltore; SH = erzielte Unterzahltore; GW = erzielte Siegtore; 1 Play-downs/Relegation; Kursiv: Statistik nicht vollständig)